# Marcel Desmet
Marcel Desmet, né le 24 juin 1892 à Paris et mort le 1er mai 1973 à Nice, est un architecte français.

## Biographie
Formé à l'école régionale des beaux-arts de Lille, où il est élève de Georges Dehaudt, Marcel Desmet est admis en 2e classe en 1912, puis en 1re classe en 1922. Autorisé à transférer son inscription à l'école des beaux-arts de Paris en 1924, il est élève d'Emmanuel Pontremoli et obtient son diplôme en 1932. 
Marcel Desmet commence sa carrière à Lille où, avec son associé René Doutrelong, ils réalisent de nombreux immeubles représentatifs du Mouvement moderne des années 1920 et 1930, en particulier dans le centre (place de la gare, rue du Molinel, rue de Paris, rue des Ponts-de-Comines, l'immeuble de la « Caisse Fraternelle de Capitalisation » rue Léon Trulin,…) fortement endommagé au cours de la Première Guerre mondiale. Au début des années 1930, ils seront rejoints par Jules Jourdain. 
En 1932, il quitte le Nord pour Casablanca qui connaît depuis une dizaine d'années un essor architectural exceptionnel. Aux côtés d'architectes comme Marius Boyer, Edmond Brion ou Auguste Cadet, il compte alors parmi les représentants les plus en vue du modernisme et de l'avant-garde. Il participe à la construction de l'« Immeuble du Grand Bon Marché », au-dessus des passages Sumica et du Grand-Socco, et est notamment l'auteur de l'immeuble de la « Fraternelle du Nord », place de France (devenue place Mohamed V après l'Indépendance), au début des années 1930, de l'immeuble « Trianon » et de l'immeuble de la SIF, place de la Gare, en 1935. À partir de 1945, il s'associe avec Jean Maillard et participe au programme de construction au titre de l’habitat marocain engagé par l’Office Chérifien de l’Habitat et le service de l’habitat en périphérie de la ville. Il quitte Casablanca en 1962 pour revenir en France.